# 1212 en santé et médecine
| Années de la santé et de la médecine : 1209 - 1210 - 1211 - 1212 - 1213 - 1214 - 1215    |
| Décennies de la santé et de la médecine : 1180 - 1190 - 1200 - 1210 - 1220 - 1230 - 1240 |

Cet article présente les faits marquants de l'année 1212 en santé et médecine.

## Événements

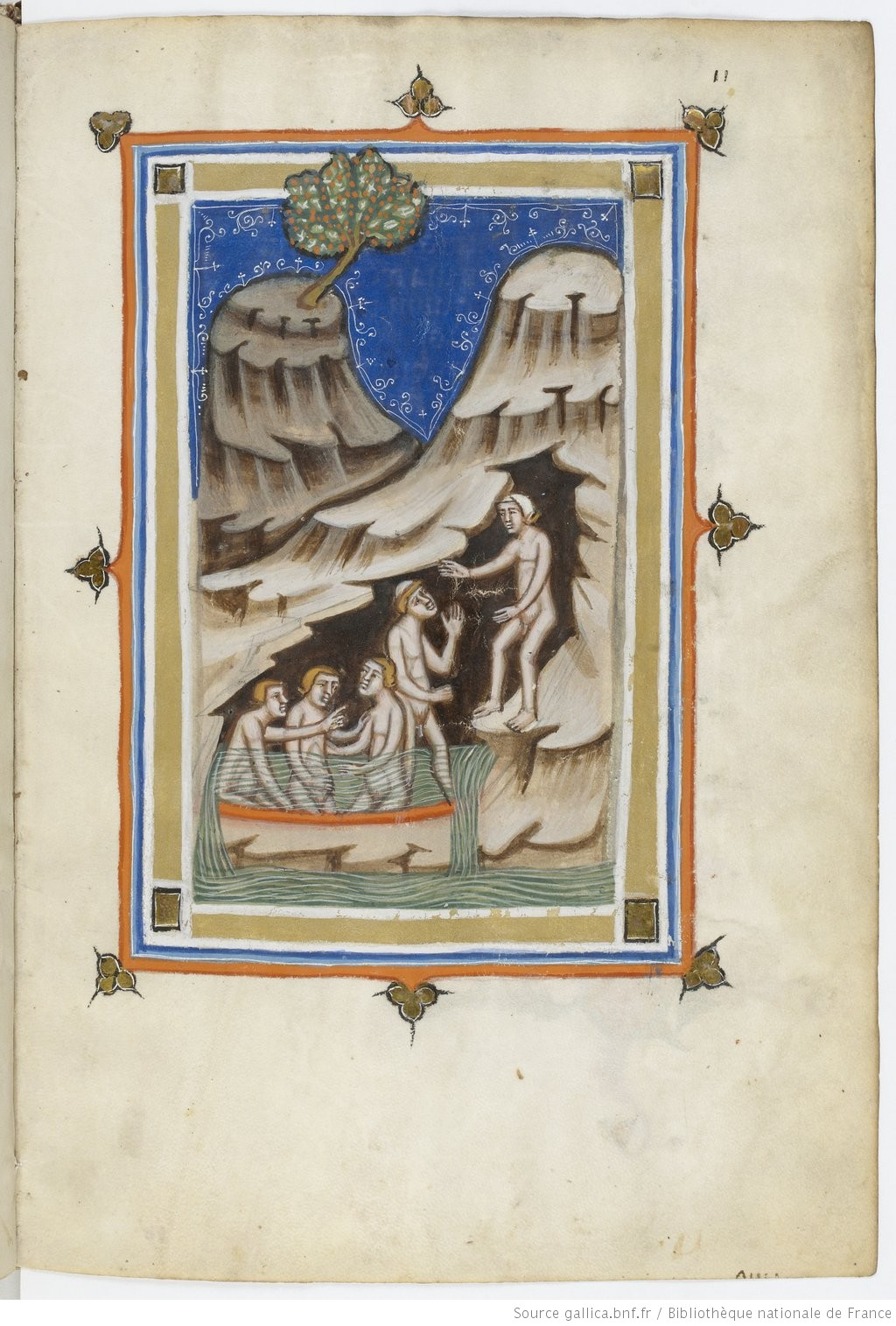
De balneis puteolanis
(miniature, copie du s.)

- Le concile de Paris lance de nouveaux anathèmes contre les clercs qui ne respectent pas les interdits de l'Église concernant l'étude et la pratique de la médecine, formulés et rappelés par les conciles de 1139, 1148, 1162 et 1163[1].
- Le prieuré augustinien de St. Mary Overie est ravagé par le grand incendie de Southwark ; les malades seront transportés en 1215 à l'Est de Southwark, en un lieu dénommé par la suite Borough High Street, où est édifié l'hôpital Saint-Thomas[2].
- Un hospice de Limoges « situé au lieu des Casseaux, sur le chemin du Palais », est attesté sous le nom de « léproserie » ou d'« infirmerie de la lèpre blanche[3] ».
- Première mention de l'infirmerie de l'abbaye norbertine de Floreffe, près de Namur[4].
- Alphonse IX, roi de León, fonde à Burgos un hôpital de pèlerins desservi par douze frères convers de l'ordre de Citeaux soumis à l'abbesse de las Huelgas[5].
- Fondation par Marie Barbe de l'hôpital Sainte-Marie à Condom en Gascogne près de la porte du Pradau[6].
- Jean Paalé et Guillaume Escuasol ouvrent « aux portes de Paris un hôpital de la Trinité pour l'accueil des pèlerins, dont ils confient l'administration aux prémontrés de l'abbaye d'Hermières dans la Brie[7] ».
- Fondation de l'hôpital Sant'Antonio Abate de Lodi en Lombardie[8].
- 1211 ou 1212 : le roi Jean sans Terre fonde la léproserie de Saint-Étienne (Leper House of St. Stephen), premier établissement hospitalier de la ville irlandaise de Waterford[9],[10], devenu Waterford Leper Hospital, puis, en 1785, Waterford City and County Infirmary, et fermé en 1980[11].

## Publication
- 1212 ou 1220[12] : Pierre d'Éboli (1170-1220) compose son ouvrage sur Les Bains de Pouzzoles (De balneis puteolanis), traité de balnéothérapie[13].

## Décès
- Avant 1212 : Pierre de Blois (né en 1135), diplomate, philosophe et poète français qui aurait étudié la médecine à Salerne et Montpellier[14],[15].